# Садорус (Илиноис)
Садорус (енгл. Sadorus) град је у америчкој савезној држави Илиноис.

## Демографија
По попису из 2010. године број становника је 416, што је 10 (-2,3%) становника мање него 2000. године.
|                   | 2010.        | 2000.        |
| Укупно            | 416 (100,0%) | 426 (100,0%) |
| Белци             | 397 (95,43%) | 418 (98,12%) |
| Остали            | 11 (2,644%)  | 8 (1,878%)   |
| Афроамериканци    | 4 (0,962%)   | 0 (0,000%)   |
| Хиспаноамериканци | 4 (0,962%)   | 0 (0,000%)   |
| Азијати           | 0 (0,000%)   | 0 (0,000%)   |